# Garbanion ap Coel Hen
Garbanion (latino: Germanus; inglese: Carbon; 392 circa – 445 circa) era il figlio di Coel Hen del regno britannico settentrionale di Y Gogledd Hen. Intorno al 420 ne ricevette in eredità la parte meridionale, lungo la costa nord-orientale, e fu il primo re di Bryneich (Inghilterra settentrionale).
Fu probabilmente obbligato a far stanziare nel regno mercenari angli per contrastare le mire espansionistiche dei Pitti. Alla sua morte il regno passò al figlio, Dyfnwal Moelmud ap Garbanion.
Secondo il racconto di Goffredo di Monmouth avrebbe preso parte all'incoronazione di re Artù, che tuttavia è collocata nel secolo seguente.